# Liste d'opérateurs postaux

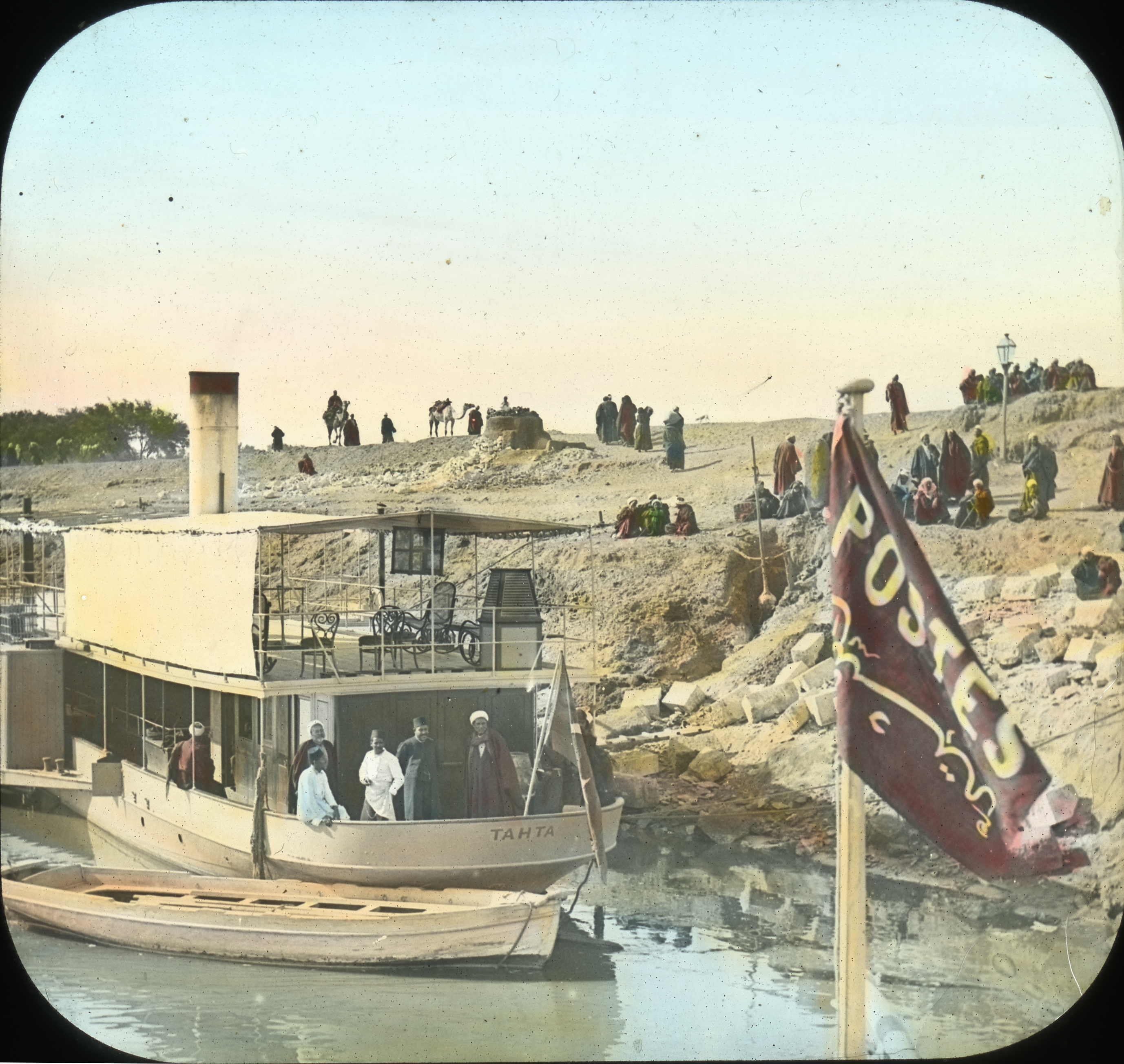
Arrivée du bateau postal à Girgeh (Égypte)

## Liste d'opérateurs postaux
Il s'agit des opérateurs postaux nationaux des pays souverains pour la plupart membres de l'Union postale universelle ou de territoires autonomes.

### Afrique
| Pays                             | Opérateur postal                                     | Site Internet         |
| -------------------------------- | ---------------------------------------------------- | --------------------- |
| Afrique du Sud                   | South African Post Office                            | sapo.co.za            |
| Algérie                          | Algérie Poste                                        | poste.dz              |
| Angola                           | Correios de Angola                                   | correiosdeangola.com  |
| Bénin                            | La Poste du Bénin                                    | laposte.bj            |
| Botswana                         | BotswanaPost                                         | botspost.co.bw        |
| Burkina Faso                     | Sonapost                                             | sonapost.bf           |
| Burundi                          | Régie nationale des postes                           | poste.bi              |
| Cameroun                         | Campost                                              | campostonline.com     |
| Cap-Vert                         | Correios de Cabo Verde                               | correios.cv           |
| République centrafricaine        | Office national des postes et de l'épargne           | laposte.cf            |
| Comores                          | Société nationale des postes et services financiers  | snpsf.com/            |
| République du Congo              | Société des Postes et de l'épargne du Congo          |                       |
| République démocratique du Congo | Société congolaise des postes et télécommunications  | scpt.cd               |
| Côte d'Ivoire                    | La Poste                                             | laposte.ci            |
| Djibouti                         | La Poste de Djibouti                                 | laposte.dj            |
| Égypte                           | Egypt Post                                           | egyptpost.org         |
| Érythrée                         | Eritrean Postal Service                              | eriposta.com          |
| Eswatini                         | Eswatini Posts and Telecommunications                | eptc.co.sz            |
| Éthiopie                         | Ethiopian Postal Service                             | ethiopostal.com       |
| Gabon                            | La Poste (Gabon)                                     | laposte.ga            |
| Gambie                           | Gampost                                              | gampost.gm            |
| Ghana                            | Ghana Post                                           | ghanapostgh.com       |
| Guinée                           | La Poste guinéenne                                   | laposteguineenne.post |
| Guinée-Bissau                    | Correios da Guiné-Bissau                             |                       |
| Guinée équatoriale               | Gecotel                                              |                       |
| Kenya                            | Posta Kenya                                          | posta.co.ke           |
| Lesotho                          | Lesotho Post                                         | lesothopost.org.ls    |
| Liberia                          | Ministère des Postes et Télécommunications (Liberia) | mopt.gov.lr           |
| Libye                            | Libya Post                                           | libyapost.ly          |
| Madagascar                       | Paositra Malagasy                                    | paositra.mg           |
| Malawi                           | Malawi Posts Corporation                             | malawiposts.com       |
| Mali                             | Office national des postes                           | laposte.ml            |
| Maroc                            | Poste Maroc                                          | poste.ma              |
| Mauritanie                       | Mauripost                                            | mauripost.mr          |
| Maurice                          | Mauritius Post                                       | mauritiuspost.mu      |
| Mozambique                       | Correios de Moçambique                               | correios.co.mz        |
| Namibie                          | Nampost                                              | nampost.com.na        |
| Niger                            | Niger Poste                                          | nigerposte.net        |
| Nigeria                          | Nipost                                               | nipost.gov.ng         |
| Ouganda                          | Posta Uganda                                         | ugapost.co.ug         |
| Rwanda                           | I-Posita                                             | i-posita.rw           |
| Sao Tomé-et-Principe             | Correios de São Tomé e Príncipe                      |                       |
| Sénégal                          | La Poste                                             | laposte.sn            |
| Seychelles                       | Seychelles Postal Services                           | seychellespost.gov.sc |
| Sierra Leone                     | Salpost                                              | salpost.sl            |
| Somalie                          | Somalia Post                                         |                       |
| Soudan                           | Sudapost                                             | sudapost.sd           |
| Soudan du Sud                    | Ministère des Télécommunications et Services Postaux | motps.goss.org        |
| Tanzanie                         | Tanzania Posts Corporation                           | tanpost.com           |
| Tchad                            | Société tchadienne des postes et de l'épargne        |                       |
| Togo                             | Société des postes du Togo                           | laposte.tg            |
| Tunisie                          | La Poste tunisienne                                  | poste.tn              |
| Zambie                           | Zampost                                              | zampost.co.zm         |
| Zimbabwe                         | Zimpost                                              | zimpost.co.zw         |

### Amérique
| Pays                   | Opérateur postal                       | Site Internet                                                                  |
| ---------------------- | -------------------------------------- | ------------------------------------------------------------------------------ |
| Argentine              | Correo Argentino                       | correoargentino.com.ar                                                         |
| Aruba                  | Post Aruba                             | postaruba.com/                                                                 |
| Barbade                | Barbados Postal Service                | barbadospostal.com                                                             |
| Belize                 | Belize Postal Service                  | tristarbelize.com/postoffice/                                                  |
| Bolivie                | Empresa de Correos de Bolivia          | correosbolivia.com                                                             |
| Brésil                 | Correios                               | correios.com.br                                                                |
| Canada                 | Postes Canada / Canada Post            | canadapost.ca postescanada.ca                                                  |
| Chili                  | Correos de Chile                       | correos.cl                                                                     |
| Colombie               | 4-72 Correos                           | 4-72.com.co                                                                    |
| Costa Rica             | Correos de Costa Rica                  | correos.go.cr                                                                  |
| République dominicaine | Dominican Postal Institute             | inposdom.gob.do                                                                |
| Équateur               | Correos del Ecuador                    | correosdelecuador.com.ec                                                       |
| États-Unis             | United States Postal Service           | usps.com                                                                       |
| Honduras               | Honducor                               | honducor.gob.hn                                                                |
| Jamaïque               | Postal Corporation of Jamaica          | jamaicapost.gov.jm/                                                            |
| Mexique                | Correos de México                      | sepomex.gob.mx                                                                 |
| Nicaragua              | Correos de Nicaragua                   | correos.gob.ni                                                                 |
| Paraguay               | Correo Nacional Paraguayo              | correoparaguayo.gov.py                                                         |
| Pérou                  | Serpost                                | serpost.com.pe                                                                 |
| Salvador               | Correos de El Salvador                 | « correos.gob.sv/ »(Archive.org • Wikiwix • Archive.is • Google • Que faire ?) |
| Suriname               | Surpost                                | surpost.com                                                                    |
| Trinité-et-Tobago      | Trinidad and Tobago Postal Corporation | ttpost.net                                                                     |
| Uruguay                | Correo Uruguayo                        | correo.com.uy                                                                  |
| Venezuela              | IPOSTEL                                | ipostel.gob.ve                                                                 |

### Asie
| Pays                | Opérateur postal                               | Site Internet         |
| ------------------- | ---------------------------------------------- | --------------------- |
| Afghanistan         | Afghan Post                                    | afghanpost.gov.af     |
| Arabie saoudite     | Saudi Post                                     | sp.com.sa             |
| Bangladesh          | Bangladesh Post Office                         | bangladeshpost.gov.bd |
| Bhoutan             | Bhutan Postal Corporation                      | bhutanpost.com.bt     |
| Birmanie            | Myanmar Post and Telecommunications Department | mcpt.gov.mm/ptd/      |
| Brunei              | Brunei Postal Service Department               | post.gov.bn           |
| Chine               | China Post                                     | chinapost.gov.cn      |
| Corée du Nord       | Korea Post and Telecommunications Corporation  |                       |
| Corée du Sud        | Korea Post                                     | koreapost.go.kr       |
| Émirats arabes unis | Empost                                         | empostuae.com         |
| Hong Kong           | Hongkong Post                                  | hongkongpost.com      |
| Inde                | Indian Postal Service                          | indiapost.gov.in      |
| Indonésie           | Pos Indonesia                                  | posindonesia.co.id    |
| Irak                | Iraqi Telecommunications and Post Company      | iraqipost.net         |
| Iran                | IRI Post                                       | post.ir               |
| Israël              | Israel Post                                    | israelpost.co.il      |
| Japon               | Japan Post Holdings                            | japanpost.jp          |
| Jordanie            | Jordan Post Company                            | jordanpost.com.jo     |
| Kazakhstan          | Kazpost                                        | kazpost.kz            |
| Liban               | Libanpost                                      | libanpost.com.lb      |
| Macao               | CTT (Macau)                                    | macaupost.gov.mo      |
| Malaisie            | Pos Malaysia                                   | pos.com.my            |
| Maldives            | Maldives Post                                  | maldivespost.com      |
| Népal               | Nepal Postal Service                           | nepalpost.gov.np      |
| Oman                | Oman Post                                      | omanpost.om           |
| Ouzbékistan         | Oʻzbekiston pochtasi                           | pochta.uz             |
| Pakistan            | Pakistan Post                                  | pakpost.gov.pk        |
| Palestine           | Palestine Post                                 | palpost.ps            |
| Philippines         | PhilPost                                       | philpost.gov.ph       |
| Singapour           | Singapore Post                                 | singpost.com          |
| Sri Lanka           | Sri Lanka Post                                 | slpost.gov.lk         |
| Taïwan              | Chunghwa Post                                  | post.gov.tw           |
| Thaïlande           | Thailand Post                                  | thailandpost.com      |
| Viêt Nam            | VNPost                                         | vnpost.vn             |
| Yémen               | Yemen Post                                     | post.ye               |

### Europe
| Pays               | Opérateur postal                            | Site Internet                             |
| ------------------ | ------------------------------------------- | ----------------------------------------- |
| Îles Åland         | Posten Åland                                | posten.ax                                 |
| Albanie            | Posta Shqiptare                             | postashqiptare.al                         |
| Allemagne          | Deutsche Post                               | deutschepost.de                           |
| Arménie            | Haypost                                     | haypost.am                                |
| Autriche           | Österreichische Post                        | post.at                                   |
| Azerbaïdjan        | Azərpoçt                                    | azerpost.az                               |
| Belgique           | bpost                                       | bpost.be                                  |
| Biélorussie        | Belposhta                                   | belpost.by                                |
| Bosnie-Herzégovine | BH Pošta Hrvatska pošta Mostar Poste Srpske | posta.ba postesrpske.com                  |
| Bulgarie           | Balgarski poshti                            | bgpost.bg                                 |
| Chypre             | Τμήμα Ταχυδρομικών Υπηρεσιών                | mcw.gov.cy/dps                            |
| Croatie            | Hrvatska pošta                              | posta.hr                                  |
| Danemark           | Post Danmark                                | postdanmark.dk                            |
| Espagne            | Correos                                     | correos.es                                |
| Estonie            | Omniva                                      | post.ee                                   |
| Îles Féroé         | Postverk Føroya                             | posta.fo                                  |
| Finlande           | Itella                                      | itella.fi                                 |
| France             | La Poste                                    | laposte.fr                                |
| Géorgie            | Georgian Post                               | georgianpost.ge                           |
| Gibraltar          | Royal Gibraltar Post Office                 | gibraltar.gov.gi/postal-a-philatelic      |
| Grèce              | Ελληνικά Ταχυδρομεία (Hellenic Post)        | elta.gr                                   |
| Groenland          | Post Greenland                              | post.gl/                                  |
| Guernesey          | Guernsey Post                               | guernseypost.com                          |
| Hongrie            | Magyar Posta                                | posta.hu                                  |
| Irlande            | An Post                                     | anpost.ie                                 |
| Islande            | Pósturinn                                   | postur.is                                 |
| Italie             | Poste italiane                              | poste.it                                  |
| Jersey             | Jersey post                                 | jerseypost.com                            |
| Kosovo             | Posta e Kosovës                             | postaekosoves.net                         |
| Lettonie           | Latvijas Pasts                              | pasts.lv                                  |
| Liechtenstein      | Post                                        | post.li                                   |
| Lituanie           | Lietuvos paštas                             | post.lt                                   |
| Luxembourg         | DC Postal Service                           | DCPostalService.lu                        |
| Luxembourg         | P&T                                         | pt.lu                                     |
| Macédoine du Nord  | Pošta na Severna Makedonija                 | posta.com.mk                              |
| Malte              | MaltaPost                                   | maltapost.com                             |
| Île de Man         | Isle of Man Post Office                     | gov.im/post                               |
| Moldavie           | Poșta Moldovei                              | posta.md                                  |
| Monaco             | La Poste Monaco                             | lapostemonaco.mc                          |
| Monténégro         | Pošta Crne Gore                             | postacg.me                                |
| Norvège            | Posten Norge                                | posten.no                                 |
| Pays-Bas           | PostNL                                      | postnl.nl                                 |
| Pologne            | Poczta Polska                               | poczta-polska.pl                          |
| Portugal           | CTT Correios                                | ctt.pt                                    |
| Roumanie           | Posta Romana                                | posta-romana.ro                           |
| Royaume-Uni        | Royal Mail                                  | royalmail.com                             |
| Russie             | Pochta Rossia                               | russianpost.ru                            |
| Saint-Marin        | Poste e Telecomunicazioni                   | poste.sm                                  |
| Serbie             | Pošta Srbije                                | posta.rs                                  |
| Slovaquie          | Slovenská pošta                             | posta.sk                                  |
| Slovénie           | Pošta Slovenije                             | posta.si                                  |
| Suède              | Posten AB                                   | posten.se                                 |
| Suisse             | La Poste                                    | poste.ch                                  |
| République tchèque | Česká Pošta                                 | ceskaposta.cz                             |
| Turquie            | Posta ve Telgraf Teşkilatı                  | ptt.gov.tr                                |
| Ukraine            | Ukrposhta                                   | ukrposhta.com                             |
| Vatican            | Poste vaticane                              | vaticanstate.va/IT/Servizi/Poste_Vaticane |

### Océanie
| Pays                | Opérateur postal                                               | Site Internet   |
| ------------------- | -------------------------------------------------------------- | --------------- |
| Australie           | Australia Post                                                 | auspost.com.au  |
| Fidji               | Post Fiji                                                      | postfiji.com.fj |
| Nouvelle-Calédonie  | Office des postes et télécommunications de Nouvelle-Calédonie  | opt.nc          |
| Nouvelle-Zélande    | New Zealand Post                                               | nzpost.co.nz    |
| Polynésie française | Office des postes et télécommunications de Polynésie française | opt.pf/poste    |
| Samoa               | Samoa Post                                                     | samoapost.ws    |
| Tonga               | Tonga Post                                                     | tongapost.to    |
| Vanuatu             | Vanuatu Post                                                   | vanuatupost.vu  |